# Grup Feroviar Român

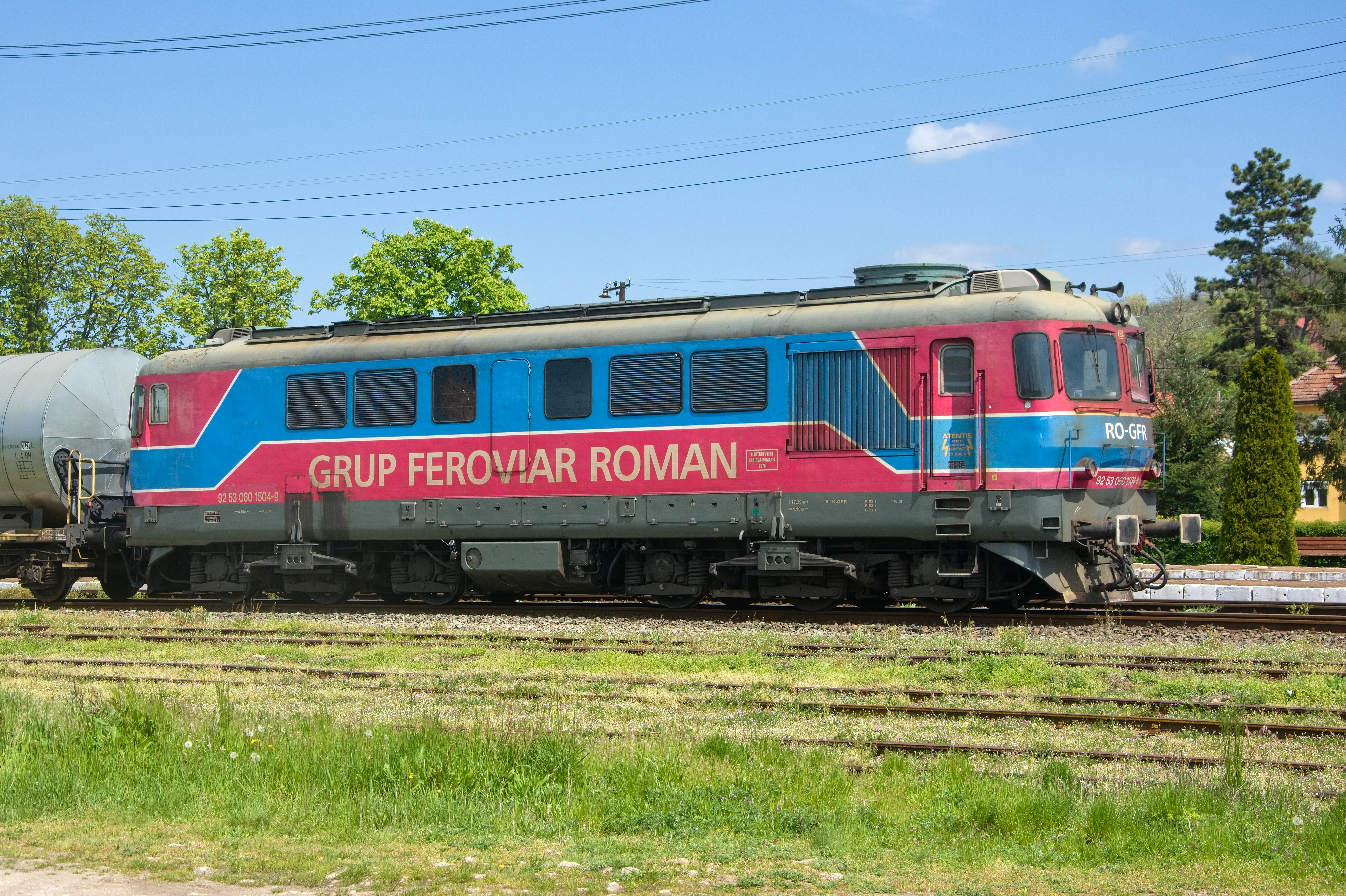
Lokomotywa typu 060DA z taboru GFR

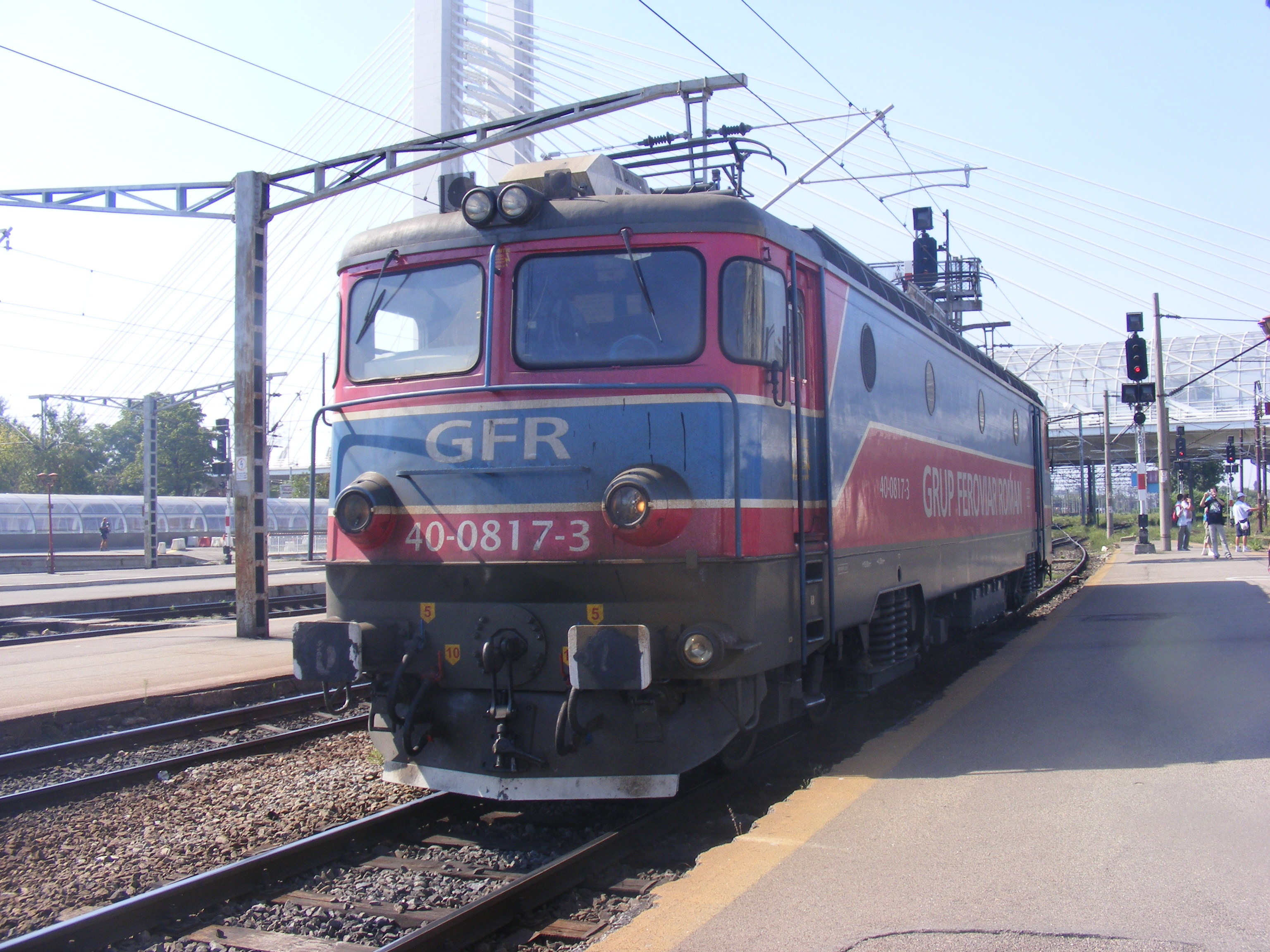
Lomomotywa typu 060EA

S.C. Grup Feroviar Român S.A., GFR – towarowy przewoźnik kolejowy w Rumunii. Spółka stanowi część rumuńskiego koncernu Grampet Group i wchodzi w skład największej prywatnej grupy przedsiębiorstw kolejowych w Europie Południowo-Wschodniej.
Firma powstała w 2001 roku. Jest własnością prywatną i podmiotem dominującym w holdingu rumuńskich spółek branży transportowej, z których od 2013 roku główną rolę odgrywa przewoźnik towarowy CFR Marfă. Prezesem zarządu przedsiębiorstwa GFR jest Gruia Stoica, jeden z najbogatszych obywateli Rumunii.
GFR zajmuje się przede wszystkim świadczeniem usług przewozowych dla rumuńskiego przemysłu petrochemicznego. Transportuje ropę naftową, gaz i produkty ropopochodne dla OMV Group, Conpet i RAFO. Poza tym wozi inne ładunki masowe m.in.: węgiel, kruszywa, żużel, cement, klinkier, zboża.